# Вектор (завод)
АО «Уральское производственное предприятие „Вектор“» — предприятие, специализирующееся на производстве аппаратуры связи, товаров народного потребления и производственно технического назначения. Располагается в Екатеринбурге.

## История завода
Организовано в 1941 году на базе эвакуированного в Свердловск московского завода «Геодезия».
Сначала носил название завод № 356, в 1966—1992 — Свердловский завод электроавтоматики.
В 2002 году федеральное государственное унитарное предприятие «Вектор» по Указу Президента РФ и решению министерства по управлению государственным имуществом Свердловской области было преобразовано в ОАО «Уральское производственное предприятие „Вектор“», 100 % акций которого остались в собственности государства.
«Вектор» в течение 15 лет был монополистом в выпуске отечественных электромузыкальных инструментов и звукоусилительной аппаратуры. .

## Награды
Предприятие награждено орденом Трудового Красного Знамени в 1966 году за успехи, достигнутые в выполнении заданий семилетки.

## Продукция
- Таксофонное оборудование
- Радиорелейное оборудование
- Аппаратура цифровых систем передачи
- Бытовые компьютеры, дисководы, джойстики
- Пуско-зарядные устройства
- Электрошнуры с вилкой, удлинители
- Газовые и электрогазовые плиты, газобаллонные соединительные устройства
- Мебель и мебельная фурнитура
- Микроплазменная установка для резки и сварки металлов
- Система энергообеспечения электропогрузчика
- Выключатели путевые, блокировочные
- Устройства управления грузовым и пассажирским лифтом
- Посты кнопочные (лифт. обор-е)
- Световые табло (лифт. обор-е)

Организация занимается также разработками военного назначения.